# Camilla Bendix
Pour les articles homonymes, voir Bendix.
Camilla Bendix est une actrice danoise, née le 20 février 1971.

## Filmographie

### Cinéma
- 1997 : Stjerner uden hjerner : Solveig
- 1998 : Baby Doom : Nicoline
- 2001 : En kærlighedshistorie d'Ole Christian Madsen : Charlotte
- 2002 : Slim Slam Slum : Veronica
- 2003 : Les Bouchers verts d'Anders Thomas Jensen : Beate
- 2003 : Regel nr. 1 : Læge
- 2005 : Af banen : Nina
- 2005 : Den rette ånd : Bente
- 2005 : Far til fire gi'r aldrig op : Pædagog
- 2007 : L'Île aux sorciers : Ekstra stemme (voix)
- 2008 : Det perfekte kup : Hanne
- 2008 : Irrésistibles Canailles : Clara
- 2008 : Remix : Clara
- 2010 : Revenge de Susanne Bier : Løber
- 2013 : Kampen : Birgitte
- 2014 : Danny et la fin du monde de Martin Barnewitz  : Mor
- 2015 : Emma & Julemanden : Jagten på elverdronningens hjerte : Julie
- 2016 : Hundeliv : Kirsten
- 2016 : Undercover : Luder

### Courts-métrages
- 2002 : Der er en yndig mand de Martin Strange-Hansen
- 2002 : This Charming Man
- 2003 : Ulykken

### Télévision

#### Séries télévisées
- 1998 : Brødrene Mortensens jul : Frk. Lund
- 2000 : Rejseholdet : Bodil
- 2001 : Mit liv som Bent : Helle Bang
- 2002 : Kongeriget : Billetdame
- 2003 : De pokkers forældre : Rôles divers (sketches)
- 2003 : Jesus & Josefine : Maria
- 2003 : Nikolaj og Julie : Katrine Engelgren
- 2006 : Ørnen : En krimi-odyssé : Linda Hjorsøe
- 2007 : Danni : Charlotte, Sebbes Mor
- 2008 : Sommer : Anna Krogh Møller
- 2011 : Ludvig & Julemanden : Julie
- 2012 : Limbo : Camilla
- 2013 : Bron/Broen : Gertrud
- 2013 : Tvillingerne & Julemanden : Julie
- 2015 : Beck : Vibeke
- 2015 : Bron : Gertrud

#### Téléfilms
- 2003 : Som man behager : Celia
- 2004 : Zimmer frei : Ulla Hartmann